# Crnatovo
Pour le village kosovar, voir Crnatovo (Leposavić).
Crnatovo (en serbe cyrillique : Црнатово) est un village de Serbie situé dans la municipalité de Vlasotince, district de Jablanica. Au recensement de 2011, il comptait 107 habitants.

## Démographie
| 1948 | 1953 | 1961 | 1971 | 1981 | 1991 | 2002 | 2011 |
| ---- | ---- | ---- | ---- | ---- | ---- | ---- | ---- |
| 785  | 789  | 717  | 556  | 399  | 276  | 176  | 107  |

|  |